# 수화 반응
수화 반응(水化反應 또는 水和-, hydration reaction)은 탄소-탄소 이중결합에 히드록시기와 수소 이온이 끼어들어가는 반응으로, 주로 강산성의 수용액에서 잘 일어난다.

## 수화 반응
다음은 1-methylcyclohexene이 수화하여 1-methylcyclohexanol이 되는 과정이다.

다음은 황산을 사용하여 알켄에 물이 첨가되어 알코올이 되는 반응이다.